# Муе (Китай)
Муе́ (кит. упр. 牧野, пиньинь Mùyě) — район городского подчинения городского округа Синьсян провинции Хэнань (КНР).

## История
В XI веке до н.э. в этих местах состоялась битва при Муе, положившая конец династии Шан.
В ноябре 1948 года урбанизированная часть уезда Синьсян была выделена в город Синьсян, который с мая 1949 года перешёл под контроль коммунистов. В этих местах был образован район № 4.
В 1955 году район № 4 был переименован в Пригородный район (郊区).
В 1986 году были расформированы округ Синьсян и город Синьсян, и образован городской округ Синьсян; Пригородный район стал районом городского подчинения городского округа Синьсян.
В феврале 2004 года Пригородный район был переименован в район Муе.

## Административное деление
Район делится на 7 уличных комитетов, 1 посёлок и 1 волость.